# Provincia de Yagha
Yagha es una de las 45 provincias de Burkina Faso, su capital es Sebba.

## Departamentos (población estimada a 1 de julio de 2018)
La provincia está dividida en un departamento:
- Boundoré 32,444
- Mansila 61,004
- Sebba 45,994
- Solhan 36,972
- Tankougounadié 25,121
- Titabé 29,671